# Ignacio Andía y Varela
Pour les articles homonymes, voir Andia.
Ignacio Andía y Varela, né à Santiago du Chili le 2 février 1757 et mort le 13 août 1822 dans la même ville, est un sculpteur, dessinateur et peintre chilien.

## Biographie
Ignacio Andía y Varela Diaz est le fils du navigateur et explorateur basque espagnol José de Andía y Varela et d'une portugaise Juana Regis Diaz Durán.
Il fut chargé de la décoration sculptée  de l’hôtel de la monnaie construit par Joaquin Toesca, notamment les bornes des marches du palais en pierre rose, mais sa plus grande œuvre fut l’écusson monumental des armes d’'Espagne.  il a également travaillé  dans l'église de San José.
On lui doit l’écusson de la bataille de Chacabuco, qui a servi d’emblème national jusqu'en 1834, jusqu’à ce qu’il soit remplacé par celui de Charles Wood.